# Sergej Kurilov
Sergej Kurilov (6 ottobre 1914 – Mosca, 11 gennaio 1987) è stato un attore sovietico.

## Filmografia parziale

### Attore
- Miklucho-Maklaj, regia di  Aleksandr Razumnyj (1947)
- Belinskij, regia di  Grigorij Kozincev (1951)
- Rimskij-Korsakov, regia di  Grigorij Rošal' e Gennadij Kazanskij (1953)

## Premi
- Artista onorato della RSFSR
- Medaglia commemorativa per l'800º anniversario di Mosca
- Ordine del distintivo d'onore
- Medaglia commemorativa per il giubileo dei 100 anni dalla nascita di Vladimir Il'ič Lenin